# Pontfaverger-Moronvilliers
Pontfaverger-Moronvilliers – miejscowość i gmina we Francji, w regionie Grand Est, w departamencie Marna.
Według danych na rok 1990 gminę zamieszkiwało 1 397 osób, a gęstość zaludnienia wynosiła 44 osoby/km².